# Mateusz Wielhorski
Mateusz Juriewicz Wielhorski, też Matwiej (ros. Матве́й Ю́рьевич Виельго́рский; ur. 15 kwietnia?/26 kwietnia 1794 w Petersburgu, zm. 21 lutego?/5 marca 1866 w Nicei) – rosyjski wiolonczelista polskiego pochodzenia.

## Życiorys
Był związany z domem cesarskim w Petersburgu. Syn senatora Jerzego Wincentego Wielhorskiego, młodszy brat Michała Wielhorskiego.
Studiował grę na wiolonczeli u Adolpha Meinhardta i Bernarda Romberga. Jako wiolonczelista solista i kameralista odnosił ogromne sukcesy w salonach rosyjskich i europejskich. Jego partnerami byli m.in. Ferenc Liszt, Adolf von Henselt, Henri Vieuxtemps .
Po śmierci brata Michała przyjął patronat nad życiem koncertowym w domu i opiekę nad potrzebującymi artystami. Był jednym z kierowników Rosyjskiego Towarzystwa Symfonicznego i Towarzystwa Koncertowego (utworzonych w 1850) oraz współzałożycielem i jednym z pierwszych dyrektorów Rosyjskiego Towarzystwa Muzycznego .
Swoją olbrzymią bibliotekę i cenny zbiór instrumentów zapisał petersburskiemu konserwatorium , a wiolonczelę Stradivardiego z 1712 – rektorowi konserwatorium Karłowi Dawydowowi. Instrument ten nazywany jest współcześnie wiolonczela Antonio Stradivari, Cremona, 1712, the 'Davidoff'.
Wielu kompozytorów dedykowało mu swoje utwory, m.in. Felix Mendelssohn II Sonatę wiolonczelową D-dur, Anton Rubinstein III Kwartet smyczkowy F-dur, Bernhard Romberg VII Koncert wiolonczelowy C-dur, Stanisław Moniuszko uwerturę Kain. Sam Wielhorski skomponował kilka utworów na instrumenty smyczkowe, z których zachował się jedynie fragment rękopisu Septuoru D-dur, datowany na 4 marca 1858.